# Yon González
Yon Gonzalez Luna (Bergara, 20 de maio de 1986), mais conhecido como Yon Gonzalez, é um ator espanhol. 

## Carreira
Enquanto ainda estava estudando o ensino médio na cidade de Mondragon decidiu se mudar para Madrid para trabalhar em televisão. Sua estréia como ator foi na série juvenil SMS em 2006, onde se reuniu com jovens atores como Amaia Salamanca, Aroa Gimeno e Mario Casas.
Após a série, ele se juntou ao elenco de El Internado para dar vida a Ivan Noiret durante as sete temporadas que durou a ficção. Seu papel o levou a ser nomeado no Festival de Televisão de Monte-Carlo em sua 49ª edição na categoria de melhor ator e drama a ser concedido pela Associação de Críticos de Entretenimento de Nova York como melhor ator revelação. Em 2009, ele estreou no cinema no filme Rabia y Mentiras.
Em 2011, ele retomou sua carreira na televisão como Manuel Hernandez na série Gran Reserva onde ele estrelou ao lado de seu irmão Aitor Luna. também foi Julio Olmedo na série Gran Hotel a série durou três temporadas no primeiro trimestre de 2013.
Em 2015, ele estreou Sob Suspeita uma série da Antena 3, onde ele interpreta o papel de um policial disfarçado com Blanca Romero. Depois disso, ele lançou dois filmes a comédia Perdiendo el Norte junto com Blanca Suárez e Matando el tiempo, um filme de suspense junto com seu irmão Aitor Luna. Em 2016 havia rumores de que ele estava interpretado Arnau Estanyol personagem principal da nova série da Antena 3, mas logo depois foi confirmado que seria seu irmão Aitor Luna que iria interpreta este personagem.

## Filmografia

### Televisão
| Ano       | Titulo                     | Papel                                                             | Notas               |
| --------- | -------------------------- | ----------------------------------------------------------------- | ------------------- |
| 2006-2007 | SMS                        | Andrés                                                            | Papel principal     |
| 2007-2010 | El Internado               | Iván Noiret León                                                  | Papel principal     |
| 2010      | Sofía                      | Constantino II de Grecia                                          |                     |
| 2011      | Gran Reserva               | Manuel Hernández †                                                | Temporada 2         |
| 2011      | Los Quién                  | Atracador                                                         |                     |
| 2011-2013 | Gran Hotel                 | Julio Olmedo                                                      | Papel principal     |
| 2015-2016 | Bajo sospecha              | Víctor Reyes / Víctor Casas / Víctor Lago Sánchez / Víctor Cepeda | 18 Episódios        |
| 2017-2020 | Las chicas del cable       | Francisco                                                         | 16 Episódios        |
| 2021      | El Internado: Las Cumbres  | Iván Noiret León                                                  | Part. - 1º episódio |
| 2022      | Los Herederos de la Tierra | Hugo Llor                                                         | Papel principal     |

### Cinema
| Ano  | Titulo                        | Papel                | Notas |
| ---- | ----------------------------- | -------------------- | ----- |
| 2009 | Rabia                         | Adrián               |       |
| 2009 | Mentiras y gordas             | Nico                 |       |
| 2011 | Transgression                 | Helio                |       |
| 2011 | Torrente 4: Lethal Crisis     | Peralta              |       |
| 2014 | El club de los incomprendidos | Rodrigo              |       |
| 2014 | Matar el tiempo               | Boris                |       |
| 2015 | Perdiendo el Norte            | Hugo Cifuentes Marín |       |
| 2020 | Hil Kanpaiak                  | Iñigo Kortazar       |       |
| 2021 | Érase Una Vez... Euskadi      | Félix                |       |